# Ермаков, Андрей Григорьевич
Андрей Григорьевич Ермаков (род. 12 марта 1994, Москва) — российский хоккеист, защитник.

## Карьера
Начал заниматься хоккеем в московской ДЮСШ № 3 «Вастомъ». На драфте юниоров КХЛ 2011 года, был выбран московским «Спартаком», в третьем раунде под 63-м номером. Начал выступать в составе «Спартака», за его молодёжную команду. В дебютном сезоне в МХЛ, отыграл в 18 матчах.
В сезоне 2012/2013 провёл в регулярном чемпионате 54 матча, заработал 10 очков по системе гол+пас (5+5), а также 17 матчей в плей-офф, заработав 1 персональное очко, благодаря результативной передаче. Завоевал с молодёжной командой серебряные медали Молодёжной Хоккейной Лиги.
В сезоне 2013/2014, во второй половине регулярного чемпионата, начал привлекаться к тренировкам с основной командой «красно-белых». Был заявлен в список игроков на январскую, выездную серию игр. Дебютировал в КХЛ, 16 января 2014 года, в гостевом матче матче против омского «Авангарда», проведя на площадке 7 секунд; В том матче «Спартак» уступил 4:1. Всего, в свой дебютный сезон на уровне КХЛ, Ермаков провёл 3 матча. В этом же сезоне Андрей Ермаков выиграл свой первый серьёзный трофей в карьере, вместе с МХК «Спартак» завоевав кубок Харламова.
Летом 2014 года СКА объявил о переходе 16 игроков «Спартака» и МХК «Спартак» в свою клубную систему, в том числе и Андрея Ермакова. В СКА Ермаков провёл полноценный сезон, принял участие в 43 матчах регулярного чемпионата, а также отыграл 8 матчей в плей-офф. По итогам сезона завоевал с командой Кубок Гагарина.

## Статистика
| Легенда | Легенда                    | Легенда | Легенда                   | Легенда | Легенда    |
| ------- | -------------------------- | ------- | ------------------------- | ------- | ---------- |
| И       | Количество проведённых игр | Штр     | Штрафное время            | +/−     | Плюс-минус |
| Г       | Голы                       | П       | Голевые передачи          | О       | Очки       |
| -       | Статистика неизвестна      | —       | Статистика не учитывалась |         |            |

## В сборной
В сезоне 2011/2012, был вызван в состав юниорской сборной России не старше 18 лет, на Мемориал Глинки, на котором отыграл в 5 матчах и отметился голом с результативной передачей. В том же сезоне был вызван в юниорскую сборную России не старше 19 лет на чемпионат мира, на котором отыграл в 4 матчах и отметился результативной передачей. Также отметился большим количеством нарушений которые, в общей сложности, составили 20 минут штрафа.

## Достижения
- Победитель Европейского юношеского олимпийского фестиваля 2011 года
- Серебряный призёр МХЛ сезона 2012—2013, и 2014—2015
- Обладатель кубка Харламова сезона 2013—2014 года
- Обладатель кубка Гагарина сезона 2014—2015 года

## Личная жизнь
Женат на хоккеистке сборной России Ангелине Гончаренко.